# Myocron voeltzkowi
Myocron voeltzkowi är en stekelart som först beskrevs av Szepligeti 1913.  Myocron voeltzkowi ingår i släktet Myocron och familjen bracksteklar. Inga underarter finns listade i Catalogue of Life.